# Friedenskirche (Saarbrücken)

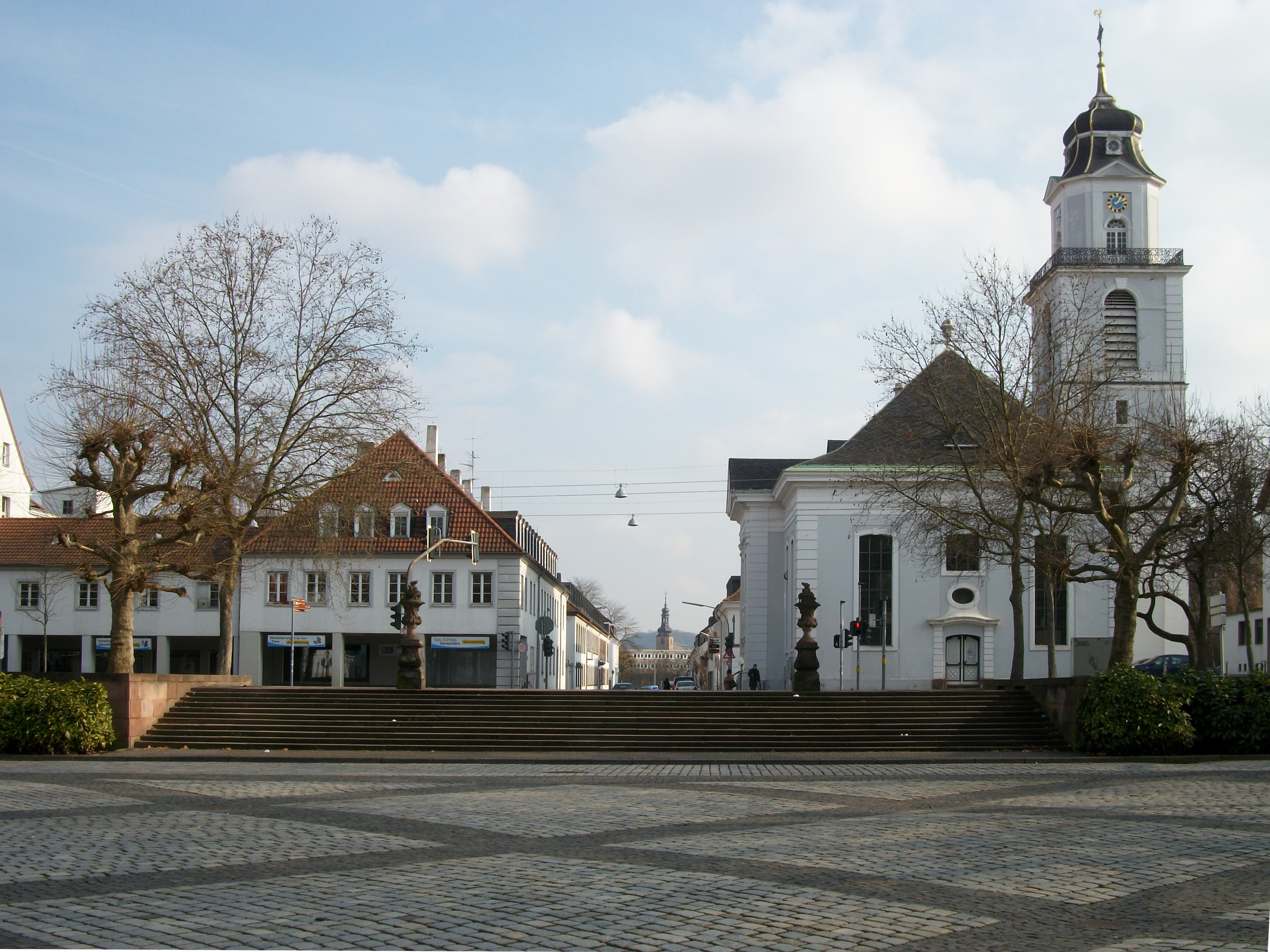
Blick in die Wilhelm-Heinrich-Straße, rechts die Friedenskirche

Die Friedenskirche ist ein Kirchenbau in der Wilhelm-Heinrich-Straße in Saarbrücken, der von der altkatholischen Glaubensgemeinschaft genutzt wird. Das Kirchengebäude steht unter Denkmalschutz.

## Geschichte

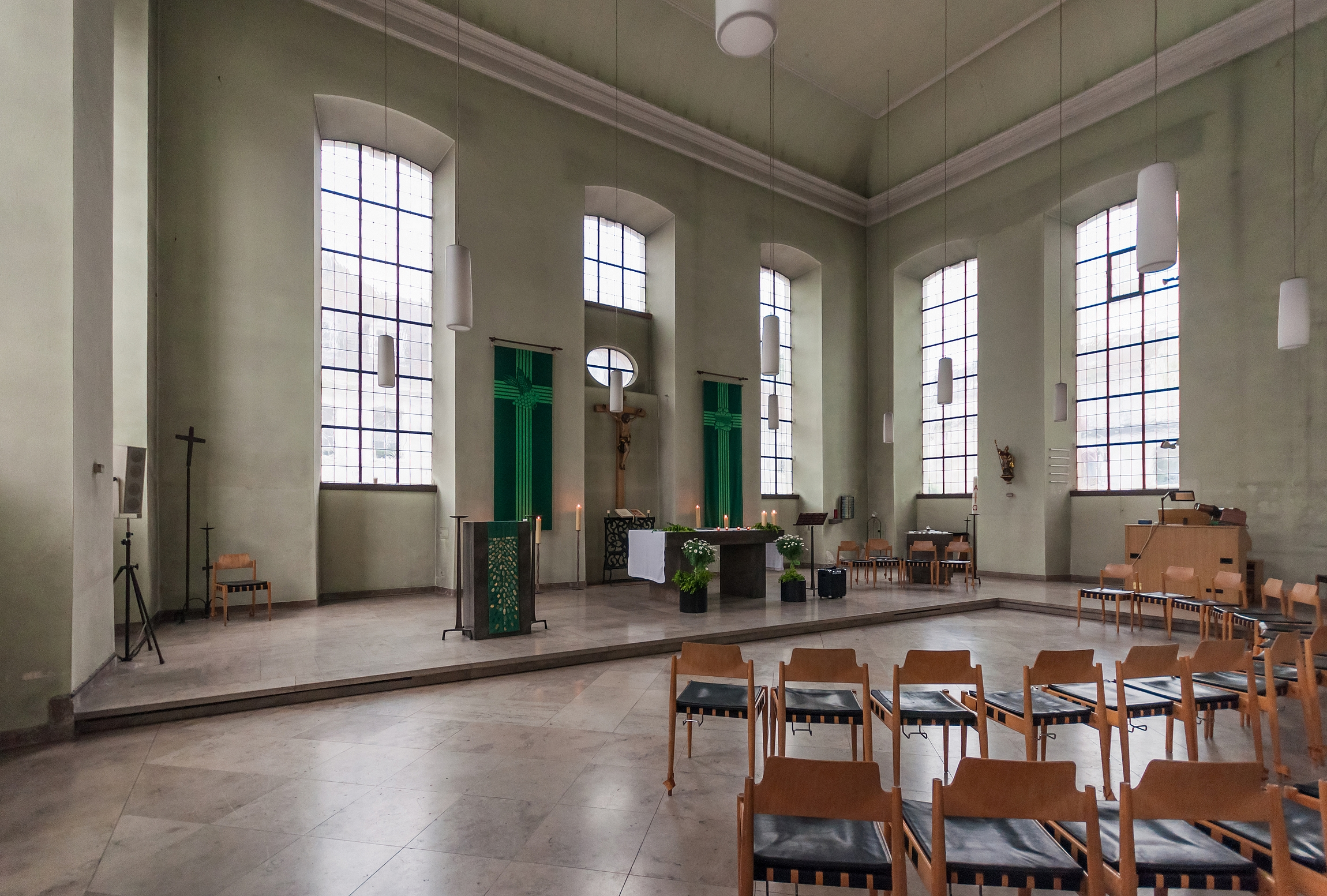
Innenansicht der Friedenskirche (2015)

Die Querkirche wurde zwischen 1743 und 1751 von dem Barock-Baumeister Friedrich Joachim Stengel auf Wunsch des Fürsten Wilhelm Heinrich für die neu zugelassene Reformierte Gemeinde Saarbrücken erbaut. Die 1738 verstorbene Mutter des Fürsten hatte dem reformierten Bekenntnis angehört. Die Mittel zum Bau kamen aus Stiftungen des Fürsten und aus Kollekten aus England und Holland zusammen. Der Fürst schenkte den Bauplatz, das Holz, die Glocken und die Uhr. Die Maurerarbeiten führte Carl Cornelius aus. Im Jahr 1749 wurde die Kanzel für 140 Gulden von Christian Kirchmeyer angefertigt und der Altar von Johann Jakob Reißner. Das Gestühl lieferte Philipp Carl Weber. Der Turm wurde erst 1763 vollendet.
Nach 1793 wurde die Kirche von Revolutionären zum „Tempel der Tugend“ umgenutzt. Die Glocken wurden noch im gleichen Jahr von den Franzosen beschlagnahmt. Mit der Saarbrücker Union im Jahr 1817 fusionierten die Reformierte Gemeinde und die Ludwigskirchengemeinde. Die Friedenskirche wurde als Nebengebäude dem benachbarten Ludwigsgymnasium zugeschlagen und entsprechend umgebaut. Es wurde eine Zwischendecke eingesetzt und das Gebäude erhielt kleine rechteckige Fenster. Von 1820 bis 1892 war in dem Gebäude das Ludwigsgymnasium untergebracht. 1892 erwarb die Altkatholische Kirche den Bau und erneuerte das Innere als Kirche. 1897 schaffte man eine Orgel an, 1903 erhielt die Kirche neue Glocken. Am 5. Oktober 1944 wurde die Kirche im Zweiten Weltkrieg bei einem Luftangriff weitgehend zerstört.
Der Außenbau wurde von 1961 bis 1966 nach den Plänen Stengels rekonstruiert. Das Innere wurde modern gestaltet. Am 11. März 1967 wurde die Kirche wieder eingeweiht. Bis April 2014 wurde die Kirche simultan von Altkatholiken und der der russisch-orthodoxen Glaubensgemeinschaft genutzt.  Auf einer Schmalseite des Breitsaals stand der Altar der altkatholischen Gemeinde, auf der gegenüberliegenden Seite die Ikonenwand der russisch-orthodoxen Gemeinde. Nachdem die russisch-orthodoxe Gemeinde ein Gebäude in der Lindenhofstraße 1 erworben hatte, nutzte die Altkatholische Gemeinde das Gotteshaus alleine, 2016/17 wurde die Kirche aus dem Städtebauförderprogramm „Barock trifft Moderne“ technisch modernisiert sowie innen und außen saniert. Seit 2017 befindet sich wieder eine Orgel in der Kirche, es handelt sich um eine einmanualige Kleinorgel der Fa. Beckerath (Hamburg).

## Architektur
Die Saalkirche mit Walmdach besitzt an der Nordseite einen breiten Mittelrisalit mit Pilastern und einem Dreiecksgiebel. Der Turm auf der Südseite besitzt drei quadratische Geschosse, die durch Gurtgesimse optisch getrennt sind. Ecklisenen betonen die Ecken. Nach einem weitausladenden Gesims und einem Rücksprung mit schmiedeeisernem Gitter erhebt sich ein eingeschossiger Aufbau mit abgeschrägten Kanten. Gekrönt wird der Turm von einer Schieferhaube mit Schweifung und welscher Haube. Jedes Gebäudefeld besitzt zwei langgezogene Fenster. Der Eingang an der Westseite ist mit einem kürzeren Fenster zusammengefasst und wird von einer barocken Ädikula mit Ochsenauge gerahmt.